# ESWAT: City under Siege
ESWAT: City under Siege, i Japan utgivet som Cyber Police ESWAT (サイバーポリス イースワット?), släpptes 1990 och är ett sidscrollande plattformsspel utgivet till Sega Mega Drive.
Spelet porterades även till Wii Virtual Console, och släpptes i Japan i augusti 2007, och i PAL-regionen den 7 september samma år. Spelet låg även på samlingen Sega Mega Drive Ultimate Collection, till Xbox 360 och Playstation 3.
Backbone Entertainment planerade ett nytt spel till Sega, men arbetet upphörde. Bilder från uppföljaren läckte senare ut.

## Handling
Spelet påminner något om Shinobi, och utspelar sig i framtiden, där spelaren styr polismannen Duke Oda (デューク・オダ?), som senare blir cyborgen ESWAT, som skall stoppa en brottsvåg. På de två första banorna använder sig Duke Oda av ett enkelt skjutvapen, och tål bara två träffar.
När brottssyndikatet "EYE" hotar att ta över hela staden, utrustar sig Duke Oda med rustningen "Ice Combat Suit". Han får nu tillgång till effektivqare vapen, och tål mer stryk. Han har också en jetpackutrustning. Slutbossen är en robot med  artificiell intelligens.

### Fotnoter
1. ↑  http://www.siliconera.com/2013/05/06/new-streets-of-rage-and-eswat-games-were-being-pitched-to-sega/